# Jump Force
Jump Force est un jeu vidéo de combat développé par Spike Chunsoft et édité par Bandai Namco Entertainment, sorti le 14 février 2019 au Japon et le 15 février en Occident sur PlayStation 4, Xbox One et Windows.
Le jeu réunit les personnages de différentes franchises issues de mangas du Weekly Shōnen Jump, comme One Piece, Dragon Ball, Naruto ou encore Bleach.

## Système de jeu
Jump Force est un jeu de combat. Les combats par équipe de trois contre trois se déroulent dans des environnements du monde réel qui sont mélangés avec différents éléments provenant de divers univers de mangas issus du Weekly Shōnen Jump.

## Personnages
Les joueurs peuvent créer leur propre personnage jouable unique, en les personnalisant avec des tenues et des accessoires acquis tout au long du jeu. Kane, l'antagoniste du jeu et personnage original conçu par Akira Toriyama, est également jouable. Light Yagami et Ryuk de Death Note apparaîtront dans le mode Histoire du jeu en tant que personnages non jouables, ainsi que d'autres personnages originaux également conçus par Akira Toriyama,.

### Personnages jouables
| - Black Clover : - Asta - Bleach : - Ichigo Kurosaki - Rukia Kuchiki - Sōsuke Aizen - Renji Abarai - Tôshirô Hitsugaya (DLC) - Grimmjow Jaggerjack (DLC) - Yoruichi Shihōin (DLC) - City Hunter : - Ryō Saeba/Nicky Larson - Dragon Ball : - Son Goku - Vegeta - Freezer - Cell - Piccolo - Trunks - Majin Boo (DLC) - Dragon Quest : La Quête de Daï : - Daï - JoJo's Bizarre Adventure : - Jōtarō Kujō - Dio Brando - Giorno Giovanna (DLC) | - Ken le Survivant : - Kenshiro - Kenshin le vagabond : - Kenshin Himura - Makoto Shishio - Hunter × Hunter : - Gon Freecss - Kirua Zoldik - Kurapika - Hisoka Morow - Biscuit Kruger (DLC) - Meruem (DLC) - My Hero Academia : - Izuku Midoriya/Deku - All Might (DLC) - Katsuki Bakugo (DLC) - Shoto Todoroki (DLC) - Naruto : - Naruto Uzumaki - Sasuke Uchiwa - Boruto Uzumaki - Gaara - Kakashi Hatake - Kaguya Ōtsutsuki - Madara Uchiwa (DLC) | - One Piece : - Monkey D. Luffy - Roronoa Zoro - Sanji Vinsmoke - Sabo - Barbe Noire - Boa Hancock - Trafalgar Law (DLC) - Saint Seiya : - Seiya - Shiryū - Yu-Gi-Oh! : - Yūgi Muto - Seto Kaiba (DLC) - Yū Yū Hakusho : - Yūsuke Urameshi - Toguro Junior - Hiei (DLC) - Personnages exclusifs de Jump Force - Galena - Kane - Prometheus |

## Développement et lancement
Jump Force est développé par Spike Chunsoft et édité par Bandai Namco Entertainment. Il a été développé pour célébrer le 50e anniversaire du Weekly Shōnen Jump. Le moteur de jeu utilisé est l'Unreal Engine 4.
En juin 2018, le jeu est dévoilé par Bandai Namco lors de l'E3. Il est dès lors prévu pour 2019 sur PC, PlayStation 4 et Xbox One. 
Durant la Paris Games Week 2018, Bandai Namco a dévoilé la date de sortie de Jump Force. Le jeu est sorti le 14 février 2019 au Japon et le 15 février 2019 au USA et en Europe.

## Critiques
Le jeu a reçu un accueil très mitigé de la part des sites de jeux vidéo.